# Ема Месеман
Ема Месеман (енгл. Emma Meesseman; Ипр, 13. мај 1993) је бeлгијска кошаркашица која тренутно игра за Вашигтон мистик у оквиру Женске националне кошаркашке асоцијације. 2011. године добила је награду за најбољег женског играча године у Европи.

## Професионална каријера
Месеманова је заиграла за Вашингтон Мистик у оквиру WNBA такмичења, 2013. године. Била је резервни центар, а по утакмици је у просеку по утакмици имала је 4,4 поена, забележила 3,1 скок, а одиграла 34 меча. У сезони 2014. године постала је центар у првој постави за Вашингтон Мистик и забележила у тој сезони 10,1 поена по утакмици и 6,4 скокова. У сезони 2015. године играла је на позицији крилног центра, да би се на њеној, позицији центра направило места за Стефани Долсон. У сезони 2015. године постигла је 11,6 поена по утакмици, 6.3 скокова. Свој рекорд каријера на утакмици, постигла је против Тулсе Шок, када је забележила 24. поена и 10. скокова, 19. јуна 2015. године.
Године 2016. је поптисала трогодишњи уговор са Вашингтон Мистиком. Током сезоне исте године, Месеманова је имала најбољу сезону каријере, постигавши 15,2 поена по утакмици и имала најбољи проценат шутирања за три поена. Године 2017. након што је Стефани Долсон потписала за Чикаго Скај, Месеманова је постављена на њену првобитну позицију центра. Током 2017. године напустила је свој тим јер је имала обавезе у женској кошаркашкој репрезентацији Сједињених Америчких Држава. Позвана је да игра на квалификационим турниру за Светско првеноство у кошарци. У клуб се вратила након турнира, 12. маја 2017. године 30. јула 2017. године поново је оборила свој рекорд, постивавши 30. пеона и 10. скокова у утакмици против Аталанте, коју је њен тим победио резултатом 77-70.

## Каријера ван Сједињених Држава
Месеманова је своју професнионалну кошаркашку каријеру започела са 16. година када је играла за клуб Блу Кетс у њеном родном граду Ипру и у кошаркашком Еврокупу са тимом Лото Кетс, такође клубом из Белгије. Са Блу Кетсом је освојила белгијски шампионат и отишла на Еврокуп (2010–2012).
Године 2012. приступила је клубу француском клубу ЕСБ Виленв, а у њеној другој години играња за овај тим, 2014. године одиграла је свој трећи Европкуп, где је водила свој тим до полуфинала, изгубивши од ВБЦ Динама из Москве.
За ВБЦ Спартак из Москве играла је у периоду од 2014. до 2016. године и такмичила се у још два Еврокуп турнира. У фебруару 2016. године прешла је у тим УМЦ Јекатеринбург. Са УМЦ Јекатеринбургом је освојила шампионат Русије и након тога напустила клуб.

## Интернационална каријера
Месеманова је за женску кошаркашку репрезентацију Белгије до 18. година одиграла први пут на Европском првенству у кошарци за жене 2011. године. У финалу првенства њен тим победио је репрезентацију Француске резултатом 77-49. На тој утакмици постигла је 25. поена и проглашена за МВП турнира. 25. новембра 2015. године постигла је 31. поен, 17 скокока и 5 асистенција за женску кошаркашку репрезентацију Белгије до 18. година против селекције Белорусије. Током четвртфинала Евробаскета, за репрезентацију Белгије против селекције Италије, постигла је 29 поена, 11 скокова, 5 асистенција и 5 рампи.

## WNBA статистика каријере

### Регуларна сезона
| Сезона   | Екипа            | ОУ  | СУ  | МПУ  | ПШ%  | 3П%  | СБ%  | СПУ | АПУ | УПУ | БПУ | ППУ  |
| -------- | ---------------- | --- | --- | ---- | ---- | ---- | ---- | --- | --- | --- | --- | ---- |
| 2013     | Вашингтон Мистик | 34  | 1   | 14.7 | 44.6 | 000  | 81.0 | 3.1 | 1.2 | 0.5 | 0.7 | 4.4  |
| 2014     | Вашингтон Мистик | 34  | 34  | 27.4 | 52.0 | 000  | 90.9 | 6.4 | 2.5 | 1.4 | 1.0 | 10.1 |
| 2015     | Вашингтон Мистик | 34  | 34  | 27.2 | 55.6 | 46.2 | 82.9 | 6.3 | 1.7 | 0.9 | 1.3 | 11.6 |
| 2016     | Вашингтон Мистик | 34  | 34  | 29.3 | .533 | 44.8 | 80.0 | 5.6 | 2.3 | 1.2 | 0.7 | 15.2 |
| 2017     | Вашингтон Мистик | 23  | 21  | 28.4 | .482 | 31.8 | 87.0 | 5.7 | 2.8 | 0.9 | 1.5 | 14.1 |
| Каријера | 5 година, 1 тим  | 159 | 124 | 25.2 | 51.7 | 39.1 | 84.3 | 5.4 | 2.1 | 1.0 | 1.0 | 10.9 |

### Плеј-оф
| Сезона   | Екипа            | ОУ | СУ | МПУ  | ПШ%  | 3П%  | СБ%  | СПУ | АПУ | УПУ | БПУ | ППУ  |
| -------- | ---------------- | -- | -- | ---- | ---- | ---- | ---- | --- | --- | --- | --- | ---- |
| 2013     | Вашингтон Мистик | 3  | 0  | 12.5 | 45.5 | 000  | 66.7 | 1.3 | 1.0 | 0.0 | 1.0 | 4.0  |
| 2014     | Вашингтон Мистик | 2  | 2  | 33.3 | 52.6 | 000  | 93   | 8.0 | 0.0 | 1.5 | 1.0 | 12.5 |
| 2015     | Вашингтон Мистик | 3  | 3  | 33.1 | 37.9 | 25.0 | 66.7 | 6.7 | 1.3 | 0.0 | 1.3 | 9.0  |
| 2017     | Вашингтон Мистик | 5  | 5  | 31.2 | 30.2 | 23.1 | 70.0 | 5.4 | 2.6 | 1.4 | 1.6 | 9.6  |
| Каријера | 4 година, 1 тим  | 13 | 10 | 27.7 | 36.9 | 23.5 | 75.0 | 5.2 | 1.5 | 0.8 | 1.3 | 8.6  |

## Приватан живот
Њена мајка Соња Танки се такође бавила кошарком и била најбољи женски кошаркашки играч Белгије 1983. године.
Месеманова течно говори холандски, француски и немачки језик.

## Спољашне везе
- Профил на сајту WNBA